# Heinrich Sigismund Uhlrich
Heinrich Sigismund Uhlrich, född 22 januari 1846 i Oschatz i Sachsen i Tyskland, död 1937 i Kent i England, var en tysk-brittisk xylograf.
Uhlrich flyttade efter sin utbildning till Stockholm där han på 1860-talet var verksam som xylograf för Ny Illustrerad Tidning.
Från 1866 till 1873 vistades han i Norge som xylograf för Norsk Folkeblad, där Bjørnstjerne Bjørnson var redaktör. Efter att mästerhantverkaren Gustav Zielecke emigrerade till New York den 4 november 1867 tog Uhlrich över ansvaret för den xylografiska ateljén på Øvre Slottsgate 2. Han utbildade en helt ny generation norska xylografer, som senare kallade honom sin första lärare.
Efter något år flyttade han vidare till Kent i England där han anställdes av tidskriften The Graphic. Han gjorde sig känd som en framstående och skicklig reproduktionsgrafiker och samarbetade bland annat med Henri-Léopold Lévy, Philipp Morris och Hubert von Herkomer.